# Aigosthena
Koordinaten: 38° 8′ 50,6″ N, 23° 13′ 42,8″ O

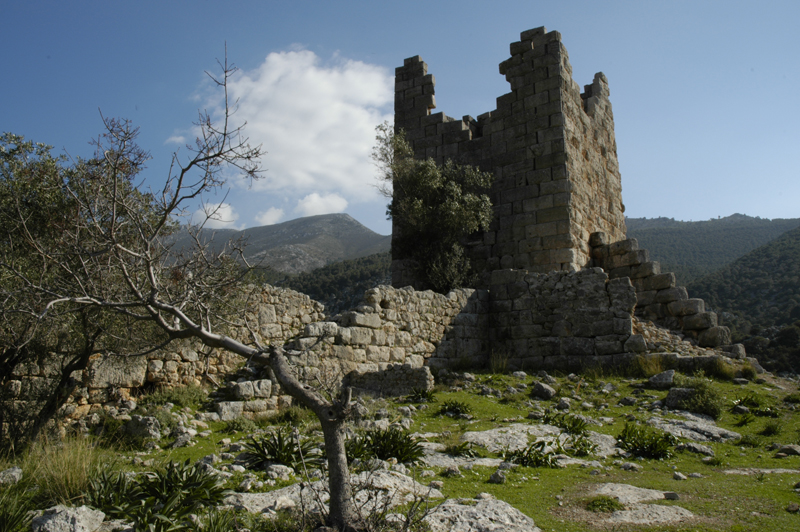
Aigosthena: Mauer und Turm

Aigosthena (altgriechisch Αἰγόστενα (f. pl.), neugriechisch Αιγόσθενα (f. sg.)) war eine antike griechische Hafenstadt in Attika. Sie lag am Alkionidischen Golf, einer Meeresbucht im Nordosten des Golfs von Korinth. Die Ruinen befinden sich im Ort Porto Germeno 19 Kilometer nordwestlich der Stadt Megara. Die Mauern der Stadt gehören zu den am besten erhaltenen Befestigungen aus klassischer Zeit.

## Geschichte
Nach Pausanias gab es hier einen Tempel, in dem der Seher Melampus verehrt und ihm zu Ehren alljährlich ein Fest gefeiert wurde. Eine hier gefundene Inschrift belegt die Existenz eines Herakles-Heiligtums. Im 6. Jahrhundert vor Christus wurde vermutlich eine erste Befestigung auf der Akropolis von Aigosthena errichtet. In der Folgezeit wurde die Festungsmauer erneuert und vergrößert und Mauern von der Oberstadt bis zum Hafen errichtet. 379 v. Chr., nach seinem ersten erfolgreichen Feldzug gegen Theben, zog sich Kleombrotos I. von Kreusis über die Berge nach Aigosthena zurück. Wegen sehr starker Winde mussten seine Soldaten ihre Schilde zurücklassen und einige Packesel wurden samt Gepäck ins Meer geweht. 371 v. Chr., nach der Niederlage in der Schlacht bei Leuktra, floh Archidamos III. wieder über Kreusis nach Aigosthena. Die heute noch sichtbaren Mauern stammen hauptsächlich aus dem späten 4. Jahrhundert vor Christus. Zu dieser Zeit gehörte die Stadt zum Machtbereich von Megara. 244 v. Chr. erscheint Aigosthena als eigenständige Stadt neben Megara als Mitglied im Achaiischen Bund. 234 v. Chr. wechselte die Stadt im Gegensatz zu Megara zum Böotischen Bund, wurde jedoch 192 v. Chr. nach dem Zweiten Makedonisch-Römischen Krieg wieder Mitglied im Achaiischen Bund.
Athenaios berichtete im 3. Jahrhundert nach Christus, dass aus Aigisthena ein berühmter süßer Wein stammte. Nach Hierokles war die Stadt um 530 n. Chr. noch selbständig. Zu dieser Zeit wurde eine fünfschiffige Basilika errichtet. Kurze Zeit später wurde die Stadt von Slawen erobert. Im 12. Jahrhundert wurden ein Kloster und mehrere Kirchen in Aigosthena errichtet. Zur osmanischen Zeit war die Stadt unbedeutend und nur ein Leuchtturm wurde auf der Akropolis neu errichtet.

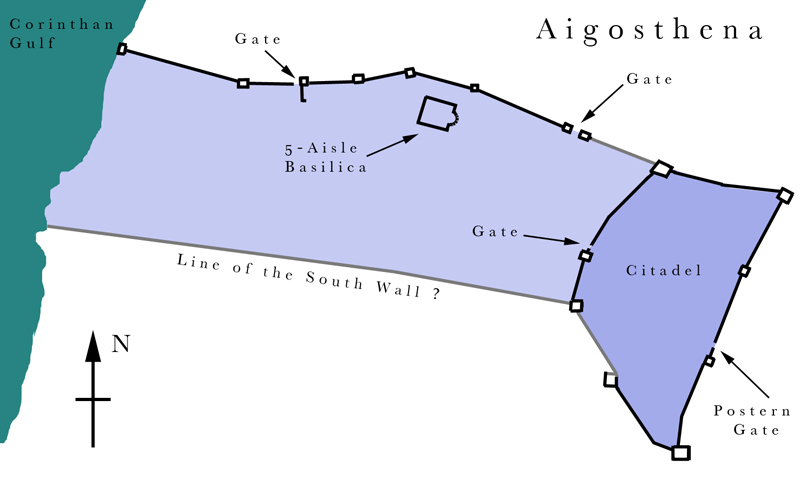
Plan von Aigosthena

## Beschreibung
Die Festung auf der Akropolis hat eine Ausdehnung von etwa 190 zu 85 Metern und die gesamte Stadt von 600 zu 200 Metern. Auf dem höchsten Punkt im Nordosten der Akropolis befindet sich das byzantinische Kloster mit Zellen und seinen beiden Kirchen, eine Panagia und eine dem Agios Georgios geweihte Kirche. Hier befindet sich auch der am besten erhaltene Turm mit einer Höhe von etwa 15 Metern. Viele der Türme waren so gebaut, dass auf ihnen zur Verteidigung hölzerne Schleudermaschinen, wie Ballisten oder Oxybelai installiert werden konnten.
Auch die nördliche Mauer zum Meer ist noch gut erhalten. Etwa auf halber Strecke vom Meer zur Oberstadt befinden sich südlich dieser Mauer die Fundamente der christlichen Basilika aus dem 6. Jahrhundert mit einer Länge von etwa 25 Metern und einer Breite von 20 Metern. Über dieser wurde im 11. oder 12. Jahrhundert eine kreuzförmige Theotokos-Kapelle errichtet.